# Klippfetknopp
Klippfetknopp (Sedum stenopetalum) är en art i familjen fetbladsväxter  från centrala och västra Nordamerika.
Två underarter erkänns:
subsp. stenopetalum
subsp monanthum

## Synonymer
subsp. stenopetalum
Amerosedum stenopetalum (Pursh) Á.Löve & D.Löve
Sedum douglasii' W.J.Hooker
Sedum stenopetalum f. rubrolineatum Cockerell
Sedum stenopetalum subsp. typicum R.T.Clausen
Sedum stenopetalum var. subalpinum Fröderström
subsp monanthum (Suksdorf) R.T.Clausen
Amerosedum stenopetalum subsp monanthum (Suksdorf) Á.Löve & D.Löve
Sedum douglasii f monanthum (Suksdorf) G.N.Jones
Sedum douglasii f uniflorum G.N.Jones
Sedum douglasii var monanthum (Suksdorf) Fröderström
Sedum douglasii var monanthum (Suksdorf) M.E.Jones
Sedum douglasii var uniflorum M.E.Jones
Sedum monanthum Suksdorf